# Ischnia okuensis
Ischnia okuensis là một loài bọ cánh cứng trong họ Cerambycidae.